# Base Aérea de Gangneung
A Base Aérea de Gangneung (hangul: 강릉비행장; hanja: 江陵飛行場) (IATA: KAG, ICAO: RKNN) fica localizada em Gangneung, província de Gangwon, na Coreia do Sul. É utilizado para operações da 18ª Ala de Caça da Força Aérea da Coreia do Sul. No passado, este aeródromo também usado para o tráfego aéreo civil. O transporte civil de passageiros foi encerrado antes da abertura do Aeroporto Internacional de Yangyang.

## História
Durante a Guerra da Coreia, a Força Aérea dos Estados Unidos designou a base como K-18.
Em 1969, o voo YS-11 da Korean Air Lines, voando da base de Gangneung ao Aeroporto Internacional de Gimpo, foi sequestrado por um agente norte-coreano e forçado a aterrissar no Norte; sete dos passageiros e quatro tripulantes não retornaram para a Coreia do Sul.